# Johann Konrad Kern

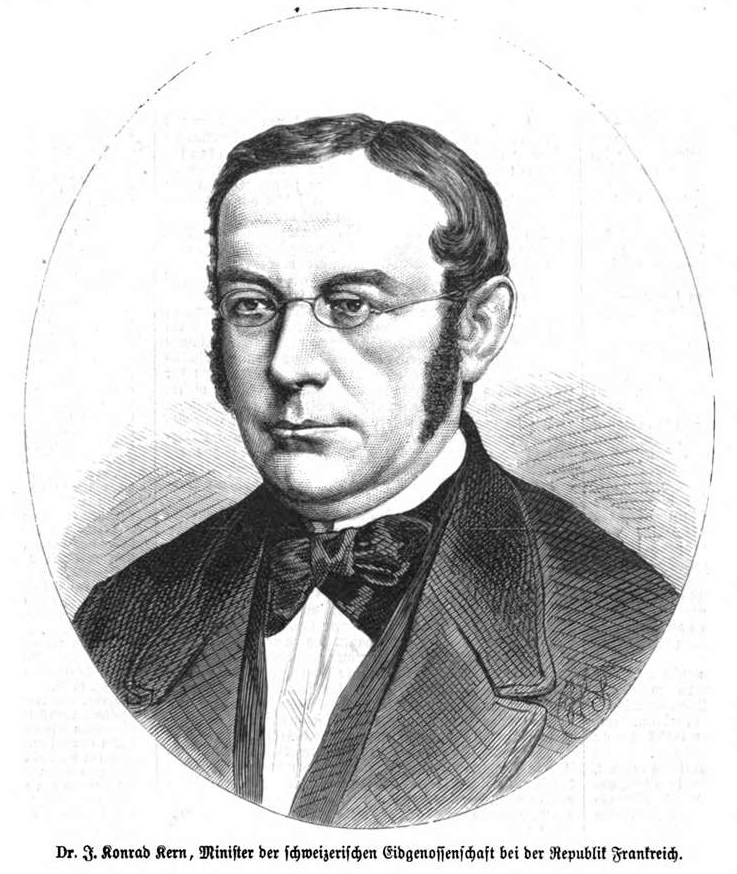
Johann Konrad Kern im Jahr 1871; Grafik von Hermann Scherenberg

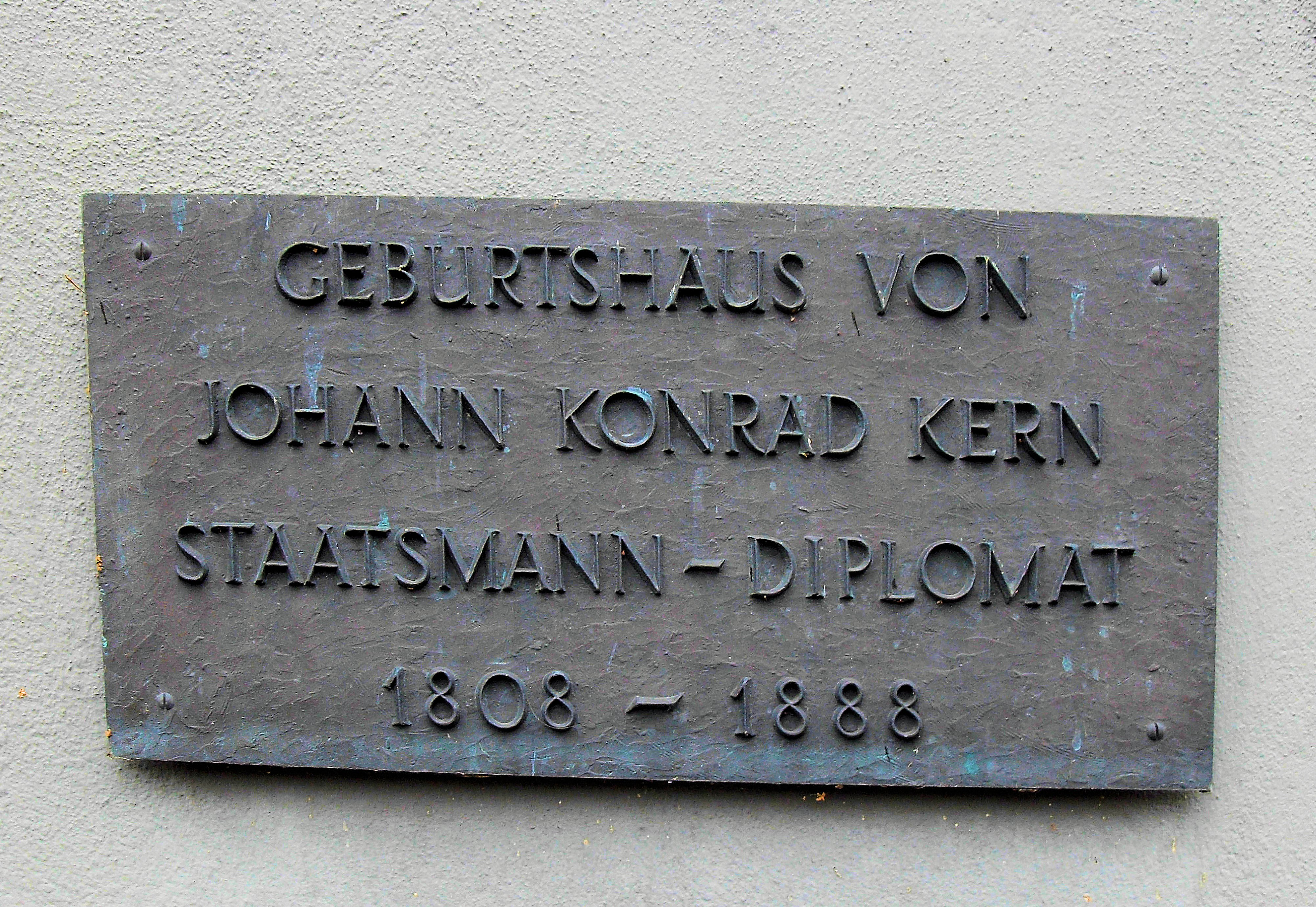
Gedenktafel am Geburtshaus Kerns in der Seestrasse 26 in Berlingen

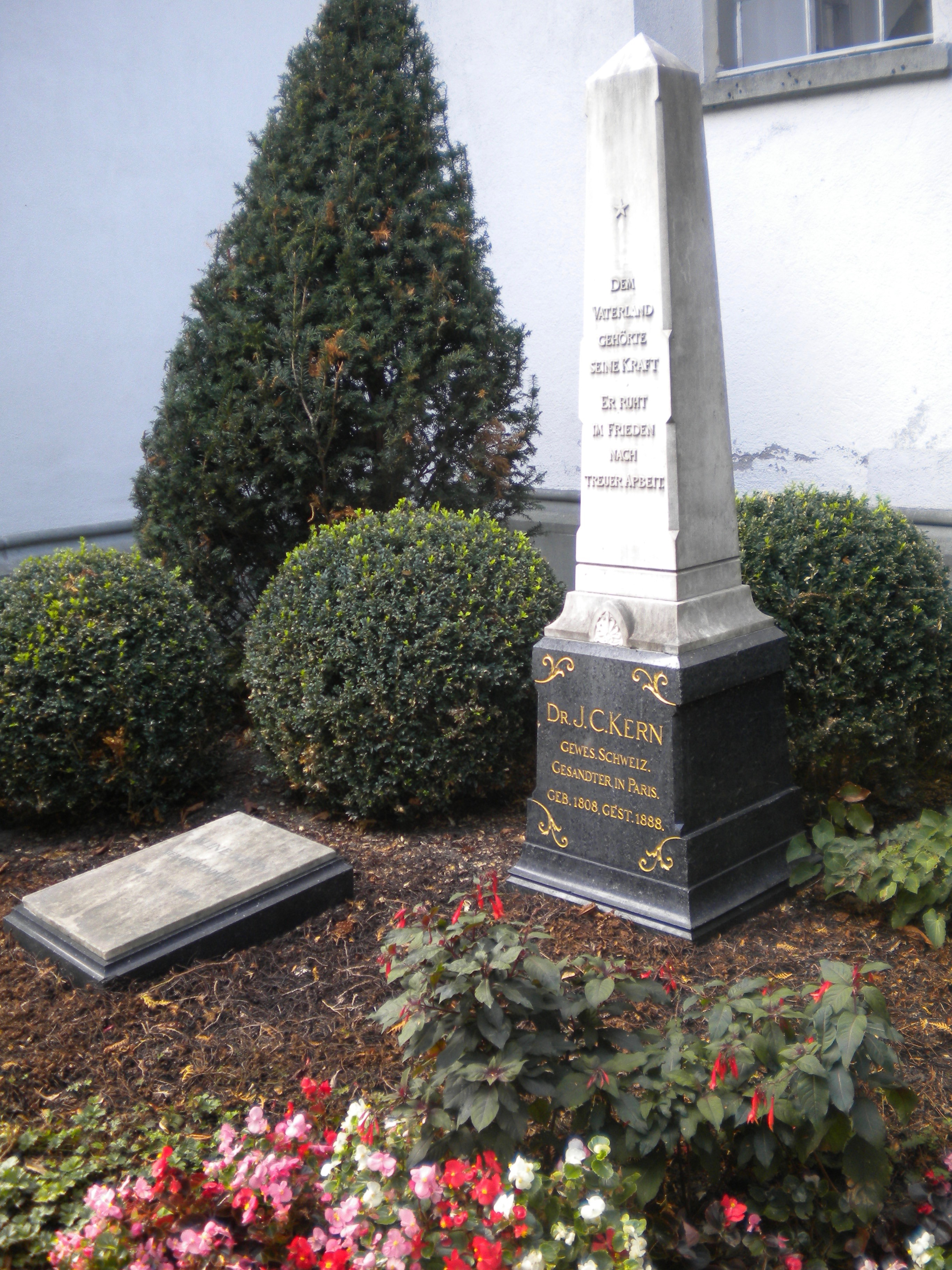
Grabstätte und Denkmal Johann Konrad Kerns und seiner Gattin Aline Freyenmuth bei der Kirche in Berlingen

Johann Konrad Kern (* 11. Juni 1808 in Berlingen TG; † 14. April 1888 in Zürich; auch: Johannes Conrad Kern) war ein Schweizer Jurist und Nationalrat aus dem Kanton Thurgau. Er diente später als schweizerischer Diplomat in Wien und Paris (dort als «Minister», entsprach es damals «Gesandter») und gilt als Begründer der Schweizer Berufsdiplomatie.

## Biografie
Johann Konrad Kern studierte von 1826 bis 1830 Theologie in Basel sowie die Rechte in Basel, Berlin und Heidelberg. In seiner Studienzeit trat er dem Schweizerischen Zofingerverein bei. Seine politische Laufbahn begann er als Thurgauer Grossrat von 1832 bis 1853. Neunmal war er Grossratspräsident, und von 1832 bis 1852 gehörte er auch dem Erziehungsrat an. Von 1837 bis 1850 war er Oberrichter und Präsident der kantonalen Justizkommission. Die Gründung der Thurgauer Kantonsschule im Jahr 1853 war sein Verdienst. Er war Regierungsrat 1849–1853.
Kern war u. a. Redaktor der Bundesverfassung von 1848, erster Präsident des Bundesgerichtes, Mitglied des Nationalrates (1848–1854) und des Ständerates (1855–1857), Präsident des Nationalrates 1850/1851, Schweizerischer Schulratspräsident, Mitbegründer der Eidgenössischen Technischen Hochschule Zürich und von 1857 bis 1883 Schweizerischer Gesandter in Paris. Als Diplomat zeichnete er sich mehrfach als Friedensstifter aus.
Johann Konrad Kern starb 1888 im Alter von 79 Jahren in Zürich.

## Würdigungen und Ehrungen
Die Grabstätte vor der Berlinger Kirche ist als Denkmal in Form einer Säule gestaltet, die folgende Inschrift trägt:
 DEM VATERLAND GEHÖRTE SEINE KRAFT – ER RUHT IN FRIEDEN NACH TREUER ARBEIT.
Drei Jahre nach seinem Tod wurde 1891 in Zürich die Kernstrasse nach ihm benannt.
1980 widmete die Schweizer Post Kern eine Portrait-Briefmarke.
Am 150. Jahrestag der Thurtal-Bahnlinie wurde im Mai 2005 ein ICN-Neigezug der SBB auf den Namen Minister Kern getauft.
Das Geburtshaus Kerns in Berlingen (Seestrasse) ist mit einer Gedenktafel am Hauseingang versehen.

## Schriften
- Th[eodor von] Greyerz (Hrsg.): Briefe von Dr. Konrad Kern an seine Brüder aus den Jahren 1845 bis 1870. In: Thurgauische Beiträge zur vaterländischen Geschichte. (Frauenfeld), 66 (1929), S. 177–212. (Digitalisat in E-Periodica).
- Johannes Conrad Kern: Politische Erinnerungen 1833 bis 1883. Hrsg. unter Mitwirkung von Karl Dubois. 2. revidierte Auflage. Frauenfeld 1887.

## Literatur

Sitzung der Tagsatzung in 1847: Obergerichtspräsident Dr. J. Konrad Kern ganz rechts, stehend (Nr. 29)